# Kobylnice (Slovacchia)
Kobylnice (in ungherese Kabalás) è un comune della Slovacchia facente parte del distretto di Svidník, nella regione di Prešov.